# Luchando por el metal
Luchando por el metal  è il primo album del gruppo argentino V8 pubblicato nel 1983. Questo disco è il più importante della band, in quanto pubblicato, e che, insieme a Riff, V8 sono considerati i migliori esempi di heavy metal principi argentino a metà degli anni '80.

## Tracce
- Tutte le canzoni sono state composte da Ricardo Iorio, Osvaldo Civile, e Gustavo Alberto Zamarbide Rowek.

Lato A
1. "Destrucción" - 2:00
2. "Parcas sangrientas" - 2:56
3. "Si puedes vencer al temor" - 5:53
4. "Ángeles de las tinieblas" - 2:30

Lato B
1. "Tiempos metálicos" - 2:26
2. "Muy cansado estoy" - 3:20
3. "Brigadas metálicas" - 3:01
4. "Torturador" - 2:30
5. "Hiena de metal" - 1:38